# عاشوق آلاوردی
عاشوق آلاوردی (ارمنی: Աշուղ Ալավերդի؛ انگلیسی: Ašuł Allahverdi زادهٔ ۱۸۲۰ - درگذشته ح ۱۸۹۰)، ارمنی‌تبار بود.

## زندگی‌نامه
در روستای ارمنی‌نشین لیواسیان، بخش چهارمحال، اصفهان به دنیا آمد. هنر عاشوقی را از عاشوق هاروتیون‌اوغلی آموخت. برای کسب فیض الهی در هنر خویش به عنوان یک عاشوق وی سفر زیارتی به صومعه کاراپت مقدس، موش نمود. سفرهای متعددی در ایران، عراق و قفقاز نمود.